# Pae Calvo
Pae Calvo (fl. XIII secolo) è stato un trovatore portoghese attivo verso la fine del XIII secolo, autore di due cantigas de amigo.